# 5771 Somerville
Az 5771 Somerville (ideiglenes jelöléssel 1987 ST1) a Naprendszer kisbolygóövében található aszteroida. Edward L. G. Bowell fedezte fel 1987. szeptember 21-én.